# 허큘리스자리 72
허큘리스자리 72는 허큘리스자리 방향으로 지구에서 약 47광년 떨어져 있는 항성이다. 이 별은 존 플램스티드가 지은 Historia Coelestis Britannica에 상기 이름으로 수록되었다. 72는 허큘리스자리에 있는 항성들 중 72번째라는 의미이다.
항성분류상 G0 V로 우리 태양과 질량 및 밝기가 비슷하다. 시차 관측을 통해 이 별이 태양에서 약 47 광년 떨어져 있음을 알게 되었다. 이 별의 광구 유효 온도는 5,625 켈빈이며, 중원소함량 [Fe/H]는 -0.60 ± 0.20이다.
1996년 간행된 워싱턴 안시이중성 목록(Washington Visual Double Star Catalog)에는 이 별에 두 개의 동반성이 있다고 나와 있다. 제1 반성은 289.1 초각 떨어져 있으며 밝기는 9.7 등급이다. 제2 반성은 8.7 초각밖에 떨어져 있지 않으며 밝기는 훨씬 더 어두운 12.9 등급이다. 그러나 이 두 동반 천체가 실제로 허큘리스자리 72와 중력으로 묶인 다중성계인지에 대해서는 밝혀진 바가 없다.

## 참고 문헌
1. 1 2  G. Israelian, R.J.L. García, R. Rebolo. “Oxygen Abundances in Unevolved Metal-poor Stars from Near-Ultraviolet OH Lines”. 《The Astrophysical Journal》 507 (2): 805–817. doi:10.1086/306351. [깨진 링크(과거 내용 찾기)]
2. ↑  C.E. Worley, G.G. Douglass. “The Washington Visual Double Star Catalog”. 《Astronomy & Astrophysics Supplement Series》 125. 2005년 9월 18일에 원본 문서 (abstract page)에서 보존된 문서. 2009년 1월 15일에 확인함.